# 丁猛
丁猛（1989年10月—），陕西商南人，毕业于北京大学，中华人民共和国政治人物、全国脱贫攻坚先进个人。

## 生平
丁猛任三台县石安镇党委副书记、镇长。
因在脱贫攻坚战中作出突出贡献，2021年2月25日全国脱贫攻坚总结表彰大会上，丁猛被授予“全国脱贫攻坚先进个人”。